# Ganoderma lamaoense
Ganoderma lamaoense är en svampart som beskrevs av Steyaert 1972. Ganoderma lamaoense ingår i släktet Ganoderma och familjen Ganodermataceae.   Inga underarter finns listade i Catalogue of Life.